# Inkigayo

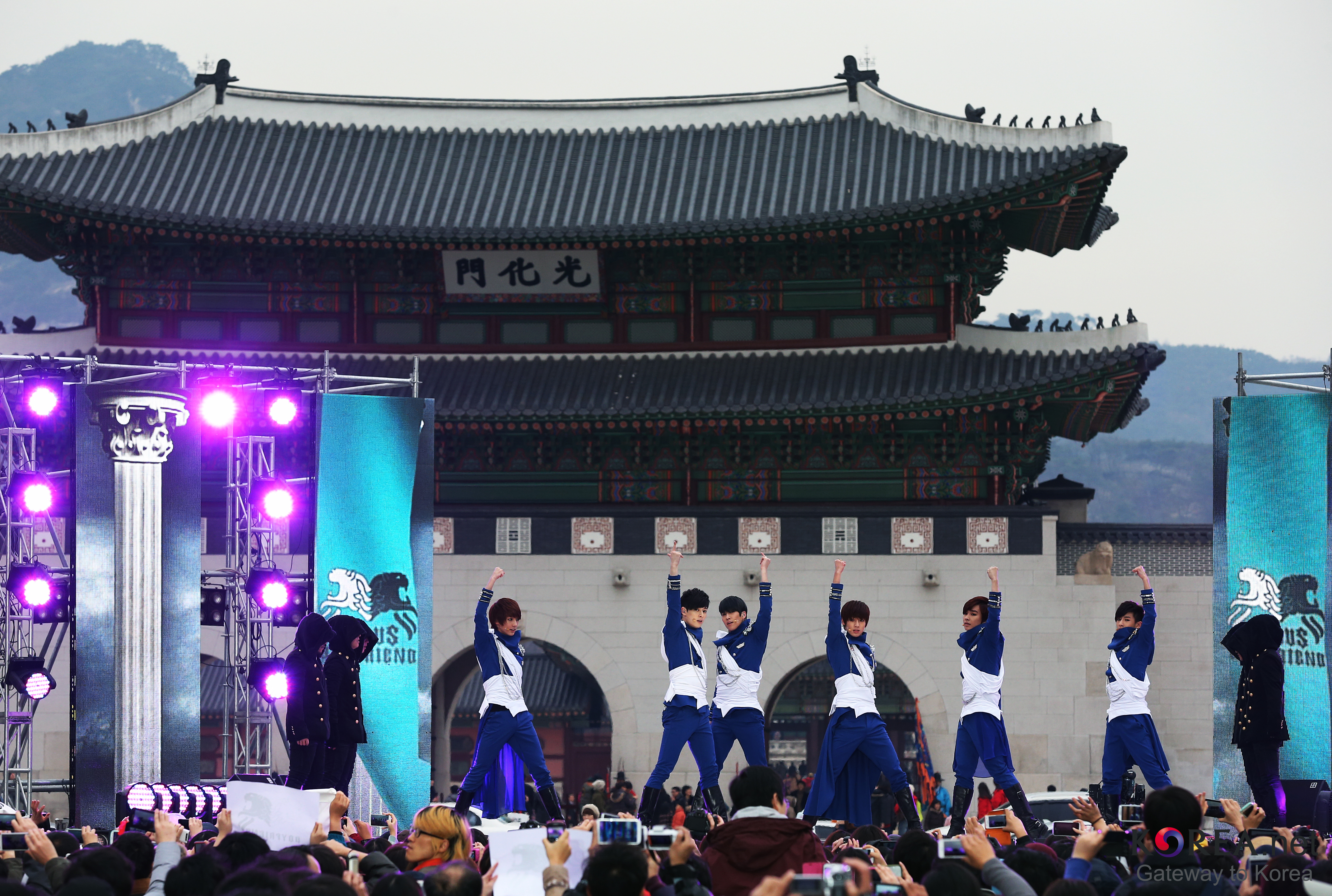
Grupa muzyczna Boyfriend podczas programu muzycznego Inkigayo na SBS Open Hall w Seulu w 2012 roku.

Inkigayo (Hangul: 인기가요) – południowokoreański program muzyczny emitowany na SBS, emitowany na żywo w latach 1991–1993 i od 1998 w każdą niedzielę o 12:10 (czasu koreańskiego KST).
W programie występują debiutujący artyści oraz jedni z najpopularniejszych muzyków w kraju. Jest nadawany ze studia SBS Open Hall znajdującego się w Deungchon-dong, dzielnicy Gangseo w Seulu.

## Historia programu
Inkigayo zadebiutował w 1991 roku jako SBS Popular Song jako program z listami przebojów, ale został zlikwidowany jesienią 1993 roku i zastąpiony przez TV Gayo 20 (kor. TV 가요20). Pięć lat później, w 1998 roku, został przywrócony pod nowym tytułem i formatem. W 2003 roku format listy został zastąpiony przez Take 7, gdzie jeden z siedmiu najpopularniejszych artystów tygodnia otrzymuje nagrodę Mutizen Song. Wiosną 2007 roku program zmienił się z nagrywanego wcześniej na emitowany na żywo. 10 lipca 2012 roku SBS ogłosił usunięcie systemu Take 7 i nagrody Mutizen Song. 2 listopada 2008 roku przeniesiono emisję z 15:20 na 16:10 w niedzielę, a na wiosnę 2010 roku emisja zaczynała się o 15:50, a czas trwania został przedłużony do 70 minut.
17 marca 2013 wprowadzono Inkigayo Chart we współpracy z Gaon Chart. Od 2 października 2016 roku zmieniono emisję programu na 12:10 oraz logo programu.

## Segmenty
- Super Rookie: Co tydzień artysta „rookie” (debiutant; solista lub grupa) występował na żywo na scenie. Pod koniec miesiąca wybrany zostawał „Super Rookie” przez głosowanie na oficjalnej stronie internetowej. Ten segment został usunięty pod koniec 2010 roku.
- Digital Music Charts: poprzednio znany jako Mobile Ranking, ranking brał pod uwagę popularność utworów poprzez pobrania plików na telefony komórkowe, a także pobieranie plików z serwisów muzycznych. Segment ten został usunięty w połowie 2009 roku.
- Campaign Songs.
- Take 7: Reprezentacyjny segment Inkigayo. Co tydzień przedstawiano siedem najpopularniejszych piosenek tygodnia, z których jedna otrzymywała nagrodę Mutizen Song („Mutizen” to zbitka wyrazów „muzyka” i „netizen”)[2]. Segment zastąpił zwykłą listę countdown charts. 10 lipca 2012 roku został usunięty[2].
- Inkigayo Q: Widzowie mogą zadawać pytania do artysty tygodnia poprzez aplikację SBS Soty. Podczas wywiadu zadawane są wybrane pytania, a ich autorzy otrzymują nagrodę. Segment ten został wprowadzony 17 lutego 2013 roku.
- Inkigayo Chart: Segment zastąpił Take 7, zaczynając od 17 marca 2013 roku[3]. Ranking przedstawia pięćdziesiąt piosenek, na które można głosować. Wykres jest obliczany przez łączenie punktów sprzedaży cyfrowej z Gaon Digital Chart (55%), punktów sprzedaży albumów z Gaon Albums Chart (5%), punktów SNS z odsłon na YouTube (35%) i punktów głosowania Advance viewers z głosowania na stronie MelOn (5%). Top 3 zostają nominowani do pierwszego miejsca i przechodzą przez drugie głosowanie[5].

## Triple Crown
Piosenka, która wygrała przez trzy kolejne tygodnie, zdobywa miano „Triple Crown” (kor. 트리플크라운). Po tym utwór nie jest już notowany na liście.